# NR-1 (原子力深海潜航艇)
NR-1は、アメリカ海軍が運用していた原子力深海探査艇。

## 来歴
本艦の開発は、ハイマン・G・リッコーヴァー提督の着想に由来する。リッコーヴァー提督の働きかけによって計画は速やかに認可され、1965年4月18日、リンドン・ジョンソン大統領は、「原子力を利用した調査・海洋工学研究用深海潜航艇」の開発を発表した。
1966年のパロマレス米軍機墜落事故で行方不明になった核爆弾の捜索にあたっては、「アルビン」と、レイノルズ社の「アルミノート」が活躍したが、いずれも小型の深海調査艇であったために活動上大きな制約を受けていた。この教訓から、NR-1の開発は更に加速された。しかし原子力推進の深海探査艇は前例がなく、技術的挑戦が多々あったことから、コストは高騰していた。その対策として商用オフザシェルフ化が志向されたが、これはかえってコストの更なる上昇と開発期間の延長をもたらした。艦は1969年1月25日に進水したが、最終的なコストは、船殻で6750万ドル、海洋学的装置およびセンサー類で1990万ドル、原子炉の研究開発に1180万ドルと、計1億ドルにも達していた。

## 設計

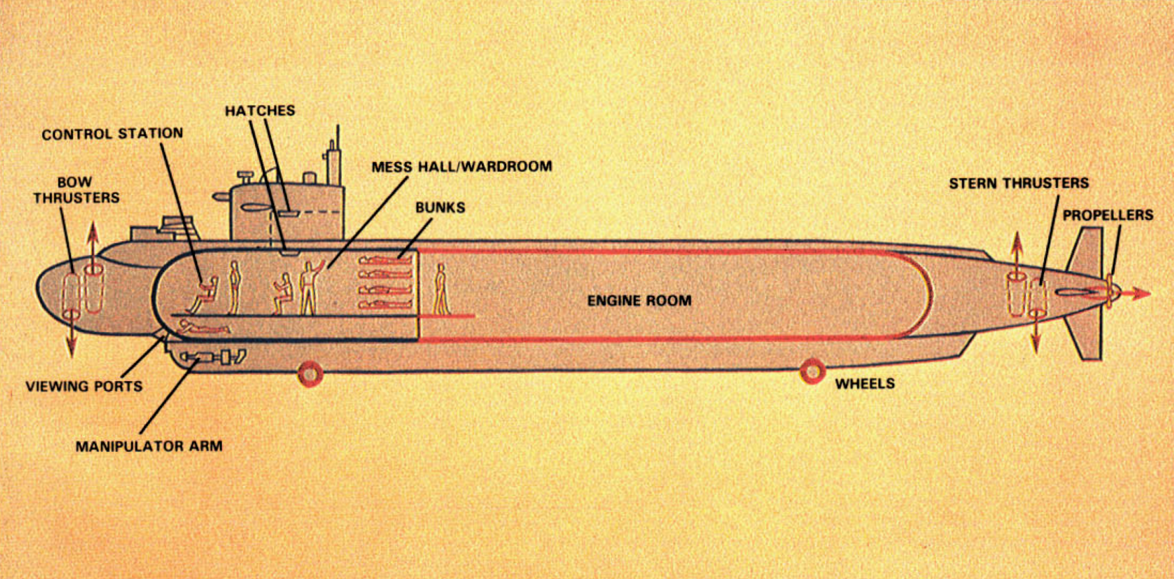
概略図

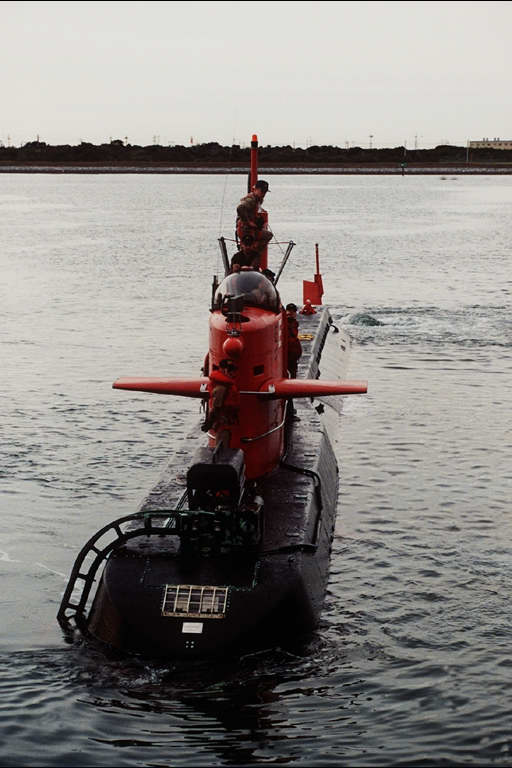
NR-1

耐圧殻はHY-80調質の高張力鋼によって作られていたが、深深度潜航（設計深度1,000メートル）に耐えられる精度が求められたため、圧延機に特別の工夫を必要とした。また外見上の大きな特徴が、海底走行用の車輪を船底に備えている点である。これは前例がないものであったため、「マッケレル」を改造しての試験が行われ、これによって同艦は海軍艦船史に『米海軍初の、耐圧船殻に搭載された車輪を用いて海底の走行を果たした潜水艦』として名を残すことになった。なお、車輪走行時の速度は0.5ノットを超えないようにされていた。
動力源としては、ゼネラル・エレクトリック社が開発した小型の加圧水型原子炉を備えていた。原子炉出力は約97キロワットと、他の原子力艦の原子炉の百分の一程度であったが、わずか1人の運転員によって制御することができた。
深海探査艇として精密な操艦を求められたことから、艦首と艦尾には、それぞれX字型に組んで配置されたスラスターが1組ずつ配置された。主推進器は2軸推進とされていた。また操縦系は既存の潜水艦とは大きく異なっていた。耐圧殻の前端部に設けられた艦制御ステーションには、2人分の操縦席を囲むように一体型コンソールがコの字型に配置されていた。これらのコンソールには、艦首・艦尾やマスト上のカメラからの映像や、通信機器・航法機器からの情報が表示されていた。また舵輪にかえてジョイスティック式の操縦が採用されており、操縦席にはそれぞれ2本ずつのジョイスティックが配置されていた。ジョイスティックのうち1本は上下・前後・左右の平行移動、もう1本はピッチ・ロール・ヨーといった回転運動を制御していた。
深海探査艇として、艦首の下部には耐圧覗き窓3ヶ所と大光量のライト、マニピュレーター・アームが備えられていた。これらは車輪と同時に「マッケレル」で試験に供されたものであった。なお、航法・艦制御システムの電子計算機としては、スペリー社のMk.XVが搭載された。メモリサイズは12キロワードと小さかったうえに元来は航空機用として開発された機種であったため、開発には非常な苦労が伴ったとされている。

## 艦歴
1970年6月から8月にかけてアゾレス固定音響レンジ（AFAR）の敷設任務に従事したのを端緒として、主として海中音響機材の敷設や保守点検、またソビエト連邦による同種機材の敷設状況調査などに従事した。任務の多くは機密指定されていたが、1976年に事故で海没したF-14艦上戦闘機およびフェニックス空対空ミサイルの回収任務で衆目に触れている。また1986年には、チャレンジャー号爆発事故の残骸の回収に参加し、事故の原因となったOリングを含む部品の回収に成功した。
一方で、ブルース・C・ヘーゼン博士とチャールズ・D・ホリスター博士の乗艦を端緒として、海洋学的調査にも活躍した。特にヘーゼン博士は度々乗艦して調査を行ったが、1977年、艦内で心臓発作を起こして死去した。これは同艦の艦歴で唯一の死者であった。